# 巴氏凹牙豆娘魚
巴氏凹牙豆娘魚，又稱巴氏寬刻齒雀鯛，為輻鰭魚綱鱸形目隆頭魚亞目雀鯛科的其中一種，被IUCN列為易危保育類動物，分布於西印度洋馬爾地夫海域，深度0-12公尺，本魚體呈卵圓形而側扁，體色銀色到綠色，齒單列，齒端扁平而具缺刻，尾鰭分叉，上下葉末端尖，背鰭硬棘13枚；軟條11-12枚；臀鰭硬棘2枚；軟條12-14枚，體長10公分，棲息在有鹿角珊瑚生長的潟湖，成小群活動，生活習性不明。